# Mičiko
Císařovna Mičiko (rodné jméno: Mičiko Šóda (japonsky: 正田 美智子); * 20. října 1934 Tokio, Japonsko) je manželka bývalého japonského císaře Akihita. Svého času byla jediná císařovna na světě.

## Rodina
10. dubna 1959 se vdala za tehdejšího japonského korunního prince Akihita (* 1933). Nová korunní princezna byla první nešlechtična, která se přivdala do císařské rodiny. Mají tři děti:
- císař Naruhito (narozen 23. února 1960)
- princ Fumihito Akišino (narozen 30. listopadu 1965)
- princezna Sajako Kuroda (narozena 18. dubna 1969)